# Jupiaba scologaster
Jupiaba scologaster är en fiskart som först beskrevs av Weitzman och Vari, 1986.  Jupiaba scologaster ingår i släktet Jupiaba och familjen Characidae. Inga underarter finns listade i Catalogue of Life.